# Белага, Виктория Владимировна
Виктория Владимировна Белага (27 февраля 1965, Ташкент — 9 марта 2021, Дубна) — российский учёный, кандидат физико-математических наук, ведущий научный сотрудник Объединённого института ядерных исследований, г. Дубна. Соавтор школьных учебников по физике для 7-8-9 классов.

## Биография
В 1987 г. окончила Ташкентский государственный университет, факультет прикладной математики и механики. Работа:
- 1987—1993 — стажёр-исследователь, младший научный сотрудник Института ядерной физики АН;
- 1994—1995 — научный сотрудник Лаборатории высоких энергий ОИЯИ (Дубна);
- с 1995 старший научный сотрудник, ведущий научный сотрудник Лаборатории высоких энергий ОИЯИ (Дубна).

Доцент кафедры системного анализа и управления Государственного университета «Дубна» (с 1996).
Кандидат физико-математических наук (ЛВЭ ОИЯИ, Дубна, 1994). Тема диссертации «Изучение многочастичных корреляций в ядерных соударениях большой энергии».
Дата смерти 09 марта 2021 года.

## Научная деятельность
Один из ведущих разработчиков международного научно-образовательного проекта для школьников по естественным наукам «Online Science Classroom».
Научные интересы:
- физика ядра и элементарных частиц
- релятивистская ядерная физика
- обработка экспериментальных физических данных
- применение вычислительной техники, математического моделирования и математических методов в физике высоких энергий.

### Сочинения
Соавтор учебников:
- Физика. 7 класс [Текст] : учебник для общеобразовательных учреждений с приложением на электронном носителе / В. В. Белага, И. А. Ломаченков, Ю. А. Панебратцев. — Москва : Просвещение, 2013. — 143 с. : цв. ил.; 27 см + 1 CD-ROM. — (Академический школьный учебник. Сферы / Российская акад. наук, Российская акад. образования, Изд-во «Просвещение») (ФГОС).; ISBN 978-5-09-022267-9 (в пер.)(Академический школьный учебник. Сферы / Российская акад. наук, Российская акад. образования, Изд-во «Просвещение») (ФГОС)
- Физика. 8 класс [Текст] : учебник для общеобразовательных учреждений с приложением на электронном носителе / В. В. Белага, И. А. Ломаченков, Ю. А. Панебратцев. — 2-е изд. — Москва : Просвещение, 2014. — 159 с. : ил., цв. ил,, портр.; 27 см + 1 электрон. опт. диск. — (Сферы) (Академический школьный учебник / Российская акад. наук, Российская акад. образования, Изд-во «Просвещение») (ФГОС).; ISBN 978-5-09-032179-2 (в пер.)
- Физика. 9 класс: учебник для общеобразовательных учреждений. / В. В. Белага, И. А. Ломаченков, Ю. А. Панебратцев — Москва: Просвещение, 2011, 55 печ. л. (Академический школьный учебник / Российская акад. наук, Российская акад. образования, Изд-во «Просвещение») 2-е издание 2014 г.
- Физика. 8 класс: учебник для общеобразовательных учреждений. / В. В. Белага, И. А. Ломаченков, Ю. А. Панебратцев — Москва: Просвещение, 2010, 57 печ. л. (Академический школьный учебник / Российская акад. наук, Российская акад. образования, Изд-во «Просвещение») 3-е издание ISBN 978-5-09-035985-6, 2015 г.
- Физика. 7 класс: учебник для общеобразовательных учреждений / В. В. Белага, И. А. Ломаченков, Ю. А. Панебратцев — Москва: Просвещение, 2009. — 26 печ. л. (Академический школьный учебник / Российская акад. наук, Российская акад. образования, Изд-во «Просвещение»); 3-е издание ISBN 978-5-09-036228-3, 2015 г.
- Физика. 9 класс [Текст] : учебник для общеобразовательных организаций / В. В. Белага, И. А. Ломаченков, Ю. А. Панебратцев. — 3-е изд. — Москва : Просвещение, 2017. — 175 с. : ил., портр., цв. ил., портр.; 26 см. — (Сферы) (ФГОС).; ISBN 978-5-09-049921-7
- Физика. 9 класс: Учебное пособие. (ФГОС) (Физика. Классический курс) / В. В. Белага, Ю. А. Панебратцев, С. В. Громов, Н. А. Родина, И. А. Ломаченков — Москва: Просвещение, 2017. — 319 с.
- Физика. 8 класс: Учебное пособие. (ФГОС) (Физика. Классический курс) / В. В. Белага, Ю. А. Панебратцев, С. В. Громов, Н. А. Родина, И. А. Ломаченков — Москва: Просвещение, 2018. — 303 с.
- Физика. 7 класс: Учебное пособие (ФГОС) (Физика. Классический курс) / В. В. Белага, Ю. А. Панебратцев, С. В. Громов, Н. А. Родина, И. А. Ломаченков — Москва: Просвещение, 2019. — 224 с. ISBN 978-5-09-065580-4
- Физика. 10 класс: Учебное пособие (Сферы 1-11) (Базовый уровень) / В. В. Белага, И. А. Ломаченков, Ю. А. Панебратцев — Москва: Просвещение, 2019. — 224 с.
- Физика. 11 класс: Учебное пособие (Сферы 1-11) (Базовый уровень) / В. В. Белага, И. А. Ломаченков, Ю. А. Панебратцев — Москва: Просвещение, 2019. — 240 с.

Автор более 100 научных работ в области физики высоких энергий.